# مؤلفات تشارلز ديكنز

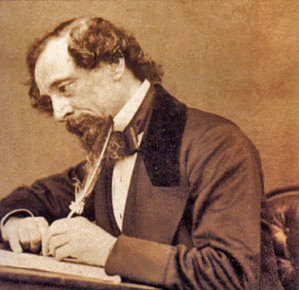

يضم فهرس مؤلفات تشارلز ديكنز (1812-1870) أكثر من دستة من الروايات الكبرى والعديد من القصص القصيرة (من بينها قصص تدور حول عيد الميلاد وقصص أشباح) وعدة مسرحيات وعدة كتب غير روائية، بالإضافة إلى مقالات فردية مستقلة. كانت روايات ديكنز تُنشر على شكل مسلسلات روائية في مجلات أسبوعية أو شهرية أول الأمر، ثم أعيدت طباعتها على شكل كتب نموذجية.

## أعمال بارزة لتشارلز ديكنز

### الروايات والروايات القصيرة
| العنوان                   | النشر                                                                             | الملاحظات                                           |
| مذكرات بكوك               | مسلسلة شهرية، منذ أبريل 1836 حتى نوفمبر 1837.                                     |                                                     |
| أوليفر تويست              | مسلسلة شهرية في مجلة بينتليز ميسيلاني، منذ فبراير 1837 حتى أبريل 1839             |                                                     |
| نيكولاس نيكلبي            | مسلسلة شهرية، منذ أبريل 1838 حتى أكتوبر 1839                                      |                                                     |
| متجر الفضول القديم        | مسلسلة أسبوعية في مجلة «ساعة السيد هامفري»، منذ 25 أبريل 1840 حتى 6 فبراير 1841   |                                                     |
| بارنابي ردج               | مسلسلة أسبوعية في مجلة «ساعة السيد هامفري»، منذ 13 فبراير 1841 حتى 27 نوفمبر 1841 | رواية تاريخية                                       |
| مارتن تشيزلويت            | مسلسلة شهرية، منذ ديسمبر 1842 حتى يوليو 1844                                      |                                                     |
| ترنيمة عيد الميلاد        | 1843                                                                              | رواية قصيرة حول عيد الميلاد، قصة أشباح              |
| دقات الأجراس              | 1844                                                                              | رواية قصيرة حول عيد الميلاد                         |
| صرار الليل على الموقد     | 1845                                                                              | رواية قصيرة حول عيد الميلاد                         |
| معركة الحياة              | 1846                                                                              | رواية قصيرة حول عيد الميلاد                         |
| الرجل الملبوس وصفقة الشبح | 1848                                                                              | رواية قصيرة حول عيد الميلاد، قصة أشباح              |
| دومبي وابنه               | مسلسلة شهرية، منذ أكتوبر 1846 حتى أبريل 1848                                      |                                                     |
| ديفيد كوبرفيلد            | مسلسلة شهرية، منذ مايو 1849 حتى نوفمبر 1850                                       |                                                     |
| المنزل الكئيب             | مسلسلة شهرية، منذ مارس 1852 حتى سبتمبر 1853                                       |                                                     |
| أوقات عصيبة               | مسلسلة أسبوعية في مجلة هاوسهولد ووردز، منذ 1 أبريل 1854 حتى 12 أغسطس 1854         |                                                     |
| دوريت الصغيرة             | مسلسلة شهرية، منذ ديسمبر 1855 حتى يونيو 1857                                      |                                                     |
| قصة مدينتين               | مسلسلة أسبوعية في مجلة «على مدار العام»، منذ 30 أبريل 1859 حتى 26 نوفمبر 1859     | رواية تاريخية                                       |
| آمال عظيمة                | مسلسلة أسبوعية في مجلة «على مدار العام»، منذ 1 ديسمبر 1860 حتى 3 أغسطس 1861       |                                                     |
| صديقنا المشترك            | مسلسلة شهرية، منذ مايو 1864 حتى نوفمبر 1865                                       |                                                     |
| لغز إدوين درود            | مسلسلة شهرية، منذ أبريل 1870 حتى سبتمبر 1870                                      | لم تكتمل – أكمِلت ستة أجزاء من أصل 12 كان قد خُطط لها |

### قصص قصيرة
- «مُشعل القناديل» (1838).
- «حلم طفل بنجم» (1850).
- «القائد القاتل» (1850).
- «تُقرأ عند الغسق» (1852) (قصة أشباح).
- «الرحلة الطويلة» (1853).
- «الأمير بول» (1855).
- «ألف خدعة وخدعة» (1855).
- «المُطارَد» (1859).
- «عامل الإشارة» (1866) (قصة أشباح).
- «رومنسية العطلة» (1868).
- «الكرسي العجيب» (جزء من «مذكرات بكوك»، قصة أشباح).
- «أشباح البريد» (جزء من «مذكرات بكوك»، قصة أشباح).
- «بارون غروغزويغ» (جزء من «نيكولاس نيكلبي»، قصة أشباح).
- «مخطوطة رجل مجنون» (جزء من «مذكرات بكوك»، قصة أشباح).
- «شبح في غرفة العروس» (جزء من «الجولة الكسولة لمتمرنَين مستهترين»، قصة أشباح).
- «العفاريت التي سرقت قندلفت»، (جزء من «مذكرات بكوك»، قصة أشباح).

### قصص قصيرة حول عيد الميلاد
- «شجرة عيد ميلاد» (1850).
- «ماذا يكون الميلاد حين نكبر» (1851).
- «قصة العلاقة السيئة» (1852).
- «قصة الطفل» (1852).
- «قصة التلميذ» (1853).
- «قصة لا أحد» (1853).
- «المسافرون المساكين السبعة» (1854، عمل مشترك).
- «نُزل الشجرة المقدسة» (1855، عمل مشترك).
- «حطام سفينة غولدن ماري» (1856، عمل مشترك).
- «مخاوف بعض السجناء الإنجليز» (1857، عمل مشترك).
- «الدخول إلى المجتمع» (1858).
- «رسالة من البحر» (1860، عمل مشترك).
- «أرض توم تيدلر» (1861، عمل مشترك).
- «أمتعة أحدهم» (1862).
- «مساكن السيدة ليريبر» (1863، عمل مشترك).
- «إرث السيدة ليريبر» (1864، عمل مشترك).
- «وصفات الدكتور ماريغولد» (1865).
- «محاكمة جريمة قتل» (1865، عمل مشترك، قصة أشباح).
- «تقاطع ماغبي» (1866، عمل مشترك).
- «عامل الإشارة» (1866، قصة أشباح).
- «ممنوع المرور» (1867، عمل مشترك).

### أعمال مشتركة
- «المسافرون المساكين السبعة» (1854) (مع ويلكي كولينز وأديليد بروكتر وجورج أغسطس وإيليزا لينتون، حول منزل المسافرين المساكين الستة).
- «نُزل الشجرة المقدسة» (1855) (مع ويلكي كولينز وويليام هويت وهارييت بار وأديليد بروكتر).
- «حطام سفينة غولدن ماري» (1856) (مع ويلكي كولينز وأديليد بروكتر وهارييت بار وبيرسي فيتزجيرالد والكاهن جيمس وايت).
- «مخاوف بعض السجناء الإنجليز» (1857) (مع ويلكي كولينز).
- «الجولة الكسولة لمتمرنَين مستهترين» (1857) (مع ويلكي كولينز).
- «منزل يُترك» (1858) (مع ويلكي كولينز وإليزابيث غاسكل وأديليد بروكتر).
- «البيت المسكون» (1859) (مع ويلكي كولينز وإليزابيث غاسكل وأديليد بروكتر وجورج سالا وهيسبا ستريتون، قصة أشباح).
- «رسالة من البحر» (1860) (مع ويلكي كولينز وروبرت بوتشانان وتشارلز ألستون كولينز وأميليا إدواردز وهارييت بار).
- «أرض توم تيدلر» (1861) (مع ويلكي كولينز وتشارلز ألستون كولينز وأميليا إدواردز وجون هاروود).
- «مساكن السيدة ليريبر» (1863) و«إرث السيدة ليريبر» (1864) (مع إليزابيث غاسكل وأندرو هاليداي وإدموند ييتس وأميليا إدواردز وتشارلز ألستون كولينز وروزا مولهولاند وهنري سبايسر وهيسبا ستريتون).
- «محاكمة جريمة قتل» (1865) (مع تشارلز ألستون كولينز، قصة أشباح).
- «تقاطع ماغبي» (1866) (مع أندرو هاليداي وهيسبا ستريتون وتشارلز ألستون كولينز وأميليا إدواردز).
- «ممنوع المرور» (1867) (مع ويلكي كولينز).

### مجموعات قصصية
- «قصاصات بوز» (1836).
- «قصاصات جنتلمان شاب» (1838).
- «قصاصات أزواج شبان» (1840).
- «ساعة السيد هامفري» (1840-1841)
- «الجزمة ونُزل الشجرة المقدسة: وقصص أخرى» (1858).
- «نصوص أعيدت طباعتها» (1861).
- «مذكرات مادفوغ» (1880) المعروفة أيضًا بعنوان «مادفوغ وقصاصات أخرى».

### أعمال غير روائية وشعر ومسرحيات
- يوم الأحد تحت ثلاثة رؤوس (1836) (باسم مستعار هو «تيموثي سباركس»).
- الجنتلمان الغريب (مسرحية، 1836).
- نساء القرية اللعوبات (أوبرا هزلية، 1836).
- الجنتلمان الإنجليزي المسن الممتاز (شعر، 1841).
- ملاحظات أمريكية: للتنقلات العامة (1842).
- صور من إيطاليا (1846).
- حياة سيدنا: كما كُتبت لأطفاله (1849).
- تاريخ إنجلترا للأطفال (1853).
- - الأعماق المتجمدة (مسرحية، 1857)
- المسافر غير التجاري (1860-1869).
- خطابات ورسائل وأقوال (1870).
- رسائل تشارلز ديكنز إلى ويلكي كولينز (1851-1870، نُشرت في 1982).
- أعمال تشارلز ديكنز الشعرية الكاملة (1885).

### مقالات
- «دليل عامل منجم فحم».
- «حيل على الجنيات».
- «إحياءً لذكرى دبليو. م. ثاكري الأول!».
- «مسافرو القطب الشمالي المفقودون» (1854).
- «مذبحة سانت بارتولوميو».

### رسائل
بدأ تحرير رسائل ديكنز ونشرها في عام 1949 حين أقدم الناشر روبرت هارت ديفيس على إقناع هامفري هاوس من كلية وادام بجامعة أوكسفورد بتحرير إصدار كامل من رسائله. توفي هاوس فجأة بعمر 46 سنة في عام 1955، غير أن العمل استمر، ونُشر المجلد التاسع بحلول عام 1997.